# 奧爾巴尼號防護巡洋艦

## 簡介
奧巴尼號防護巡洋艦, 1897 年由巴西海軍向阿姆斯特朗-惠特沃斯造船廠下訂單並開工, 1898年3月因和西班牙開戰在即，為了防止西班牙買下, 美國海軍提早一步買下此艦以及其姊妹艦。 1900年就役並派遣到菲律賓去參加美菲戰爭。之後多次在大西洋，亞太地區和墨西哥水域進行演習以及保護美國人的生命和投資。
參與一次大戰時，主要是船團護航任務。戰後由於俄國革命情勢，和多國船隊曾進入海參崴，並支援派兵保護僑民安全任務，直到1920年撤軍。之後在中國沿岸以及菲律賓之間執行任務，並在1920年編列為砲艦 PG-36，1921年改編列為 CL-23 輕巡洋艦。1922年返國後被放置，直到1929年除籍並於次年解體。